# Vlagtwedder-Veldhuis
Vlagtwedder-Veldhuis is een gehucht in de gemeente Westerwolde in de Nederlandse provincie Groningen. Het ligt in de streek Westerwolde, circa 3 kilometer ten zuidoosten van het dorp Vlagtwedde, tussen de Ruiten-Aa en het Ruiten-Aa-kanaal.
Vlagtwedder-Veldhuis is in de middeleeuwen vanuit Vlagtwedde gesticht op een kleine hoogte ten noorden van de Veldhuizeresch, in het zuiden van de marke van Vlagtwedde. Het bestond uit twee erven en wordt voor het eerst genoemd in de hoenderbelastinglijst van 1568. In 1845 werd er een derde huis gebouwd op de Veldtuinen.
Tussen 1915 en 1948 had Vlagtwedder-Veldhuis een halte aan de tramlijn Winschoten - Ter Apel van OG. Hierop reed de stoomtram, met de bijnaam Ol' Graitje ("Ouwe Grietje") omdat hij zeer traag was.

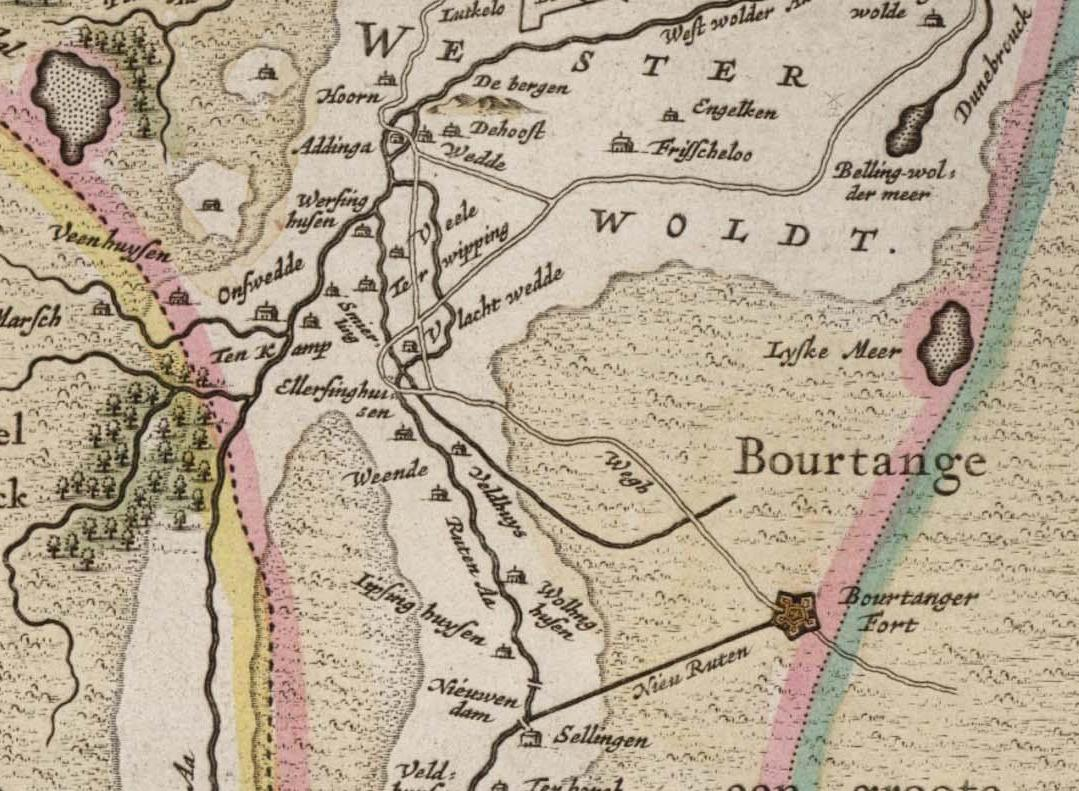
Vlagtwedde op de kaart uit 1634.

Dorpen: Barnflair · Bellingwolde · Blijham · Bourtange · Jipsingboertange · Oudeschans · Over de Dijk · Sellingen · Ter Apel · Ter Apelkanaal · Veelerveen · Vlagtwedde · Vriescheloo · Wedde · Wedderheide · Zandberg (deels)

Buurtschappen: Agodorp · Borgertange · Borgerveld · Bovenstreek · De Bouwte · De Bruil · De Bult · Den Ham · De Heemen · De Lethe · De Maten · De Oerde · De Straat (Engelkes) · Draaijerij · Ellersinghuizen · Hanetange · Harpel · Hoorn · Hoornderveen · Jipsingboermussel · Jipsinghuizen · Kielhuppen · Klein-Ulsda · Klontjebuurt · Koudehoek · Lammerweg · Laude · Lauderbeetse · Lauderzwarteveen · Laudermarke · Leemdobben · Lieskemeer · Loosterheide · Lutje Ham · Lutjeloo · Morige · Munnekemoer · Nienoordstreekje · Oosteinde · Overdiep · Pallert · Plaggenborg · Poldert · Renneborg · Rhederbrug · Rhederveld · Rijsdam · Roelage · 't Schot · Sellingerbeetse · Sellingerzwarteveen · Slegge · Stakenborg · Stobben · Ter Borg · Ter Haar · Ter Walslage · Ter Wisch · Tjabbesstreek · Veele · Veendijk · Veerste Veldhuis · Verbindingsweg · Vlagtwedder-Veldhuis · Vogelzang · Voorwold · Wedderbergen · Wedderveer · Weende · Weite · Wessingtange · Westeind · De Westert · Winschoterhogebrug (deels) · Winschoterzijl (deels) · Wollingboermarke · Wollinghuizen · Zuidveld · Zandstroom

Groningen: Steden en dorpen      Nederland: Provincies · Gemeenten